# 柔毛小檗
柔毛小檗（学名：Berberis pubescens）是小檗科小檗属的植物，为中国的特有植物。分布在中国大陆的陕西、湖北等地，生长于海拔1,000米至1,600米的地区，多生于山坡，目前尚未由人工引种栽培。